# Dayton Dutch Lions
Die Dayton Dutch Lions (voller Name Dayton Dutch Lions Football Club) sind ein Franchise der Amateurfußball-Liga USL League Two aus Dayton, Ohio. Der 2009 gegründete Klub spielte bis 2014 in der USL Pro, der damaligen dritten Liga im Fußballligensystem der USA. Bis 2010 spielte die Mannschaft in der USL Premier Development League. Seit 2015 spielen die Lions wieder in PDL, welche mittlerweile als USL League Two bezeichnet wird.
Die Heimspiele werden im Dayton Outpatient Center Stadium, welches sich auf dem Gelände der West Carrollton High School in West Carrollton, Ohio befindet, ausgetragen.

## Geschichte

### Gründung
Im Oktober 2009 gründete die Dutch Lions Capital Group B.V., ein niederländisches Joint Venture von den Unternehmen Tammer Sportmanagement B.V., Business and Sports Performance und FinFac Beheer B.V. gegründet, die Dayton Dutch Lions FC LLC. Diese erwarb wenig später die Rechte eine professionelle Fußballmannschaft innerhalb der Ligen der United Soccer Leagues in Dayton, Ohio zu betreiben.
Besitzer sind die Niederländer Erik Tammer und Mike Mossel. Erik Tammer, Inhaber von Tammer Sportmanagement, ist ein ehemaliger Fußballspieler, u. a. war er aktiv für SC Heerenveen und Sparta Rotterdam. Mossel spielte für RBC Roosendaal und den KV Turnhout, später wechselte er in die USA, wo er an der Xavier University of Cincinnati studierte und anschließend für die Cincinnati Riverhawks spielte.

### Erste Saison
Das erste offizielle Spiel wurde am 8. Mai 2010 ausgetragen. Gegen die Cincinnati Kings erreichte man ein 3:3. Erster Torschütze des Klubs war Eddie Hertsenberg. In der ersten Saison spielte die Mannschaft in der Great Lakes Division der USL PDL Central Conference. Am Ende der Saison konnte man nur den dritten Platz erreichen und verpasste damit die Qualifikation für die Play-offs. Der Auftritt im Lamar Hunt U.S. Open Cup endete in der ersten Runde gegen die Rochester Rhinos.

### Wechsel in die USL Pro
Am 8. Juli 2010 gaben die Lions bekannt, ab der nächsten Saison in der USL Second Division spielen zu wollen. Gleichzeitig wurde bekannt, dass ab der Saison 2011 ein Frauenfußballteam in der W-League etabliert wird. Nachdem die USL First Division und die USL-2 zur USL Pro zusammengefasst wurden, gehört Dayton zu den Gründungsmitgliedern der Liga. Seit Januar 2011 besteht eine Kooperation mit dem niederländischen Verein FC Twente Enschede.
Im ersten Spiel der Saison 2011 unterlag die Mannschaft gegen Charleston Battery mit 2:1. Den ersten Treffer in der USL Pro erzielte Kolby LaCrone.
2012 erreichte die Mannschaft das Viertelfinale des US Open Cup. In der dritten Runde konnte man gegen den Major-League-Soccer-Klub Columbus Crew gewinnen. Das Viertelfinale errichten die Lions anschließend durch einen Sieg gegen die Michigan Bucks. Allerdings konnte das Spiel gegen den späteren Pokalsieger Sporting Kansas City nicht gewonnen werden. In der USL Pro verpasste die Mannschaft erneut die Play-offs.
2013 erreichte man zum ersten Mal die Play-offs. Allerdings war hier im Viertelfinale Schluss.

## Stadion
- Miami Valley South Stadium; Bellbrook, Ohio (2010–2012)
- Beavercreek High School Stadium; Beavercreek, Ohio (2013–2014)
- Dayton Outpatient Center Stadium; West Carrollton, Ohio (2014– )

## Kooperationen und Fans

### Kooperationen
Am 17. Januar 2011 wurde ein 5-Jahres-Vertrag mit dem niederländischen Erstligisten FC Twente Enschede unterzeichnet. Twente erhält damit die Möglichkeit, die Entwicklung der eigenen Jugendspieler voranzutreiben und sich Talente in den USA zu sichern. Gleichzeitig hat Dayton die Chance, Spieler aus den Niederlanden ausleihen zu können.
Weiterhin unterhalten die Lions zu seinen Schwesterverein Cincinnati Dutch Lions (USL PDL) und Houston Dutch Lions (USL PDL) partnerschaftliche Beziehungen. Dieses Franchises gehören auch zur Eigentümergruppe um Erik Tammer. Auch die Vereinbarungen mit Twente Enschede beziehen sich auf die anderen Mannschaften.
Seit Ende 2013 hat der Club eine Kooperation mit der Columbus Crew.

### Fangruppierungen
Die größte Fangruppierung nennt sich die Orange Legion.

## Frauenfußball und Jugend

### Dayton Dutch Lions FC Academy
Unter dem Namen Dayton Dutch Lions FC Academy werden alle Jugendmannschaften des Franchises zusammengefasst. Der Spielbetrieb für alle Mannschaften startete 2011, wobei es vorläufig nur eine Mannschaft pro Altersklasse gibt.

### DDL Women FC
Die Frauenfußballmannschaft Dayton Dutch Lions FC Women spielt seit der Saison 2011 in der USL W-League. Dort spielt die Mannschaft in der Southeastern Conference.

## Statistiken

### Saisonbilanz
| Saison | Stufe | Liga                      | Regular Season                 | Play-offs             | Lamar Hunt U.S. Open Cup | CONCACAF Champions League |
| ------ | ----- | ------------------------- | ------------------------------ | --------------------- | ------------------------ | ------------------------- |
| 2011   | 4     | USL PDL                   | 3. Platz, Great Lakes Division | nicht qualifiziert    | 1. Runde                 | nicht qualifiziert        |
| 2011   | 3     | USL Professional Division | 6. Platz (National)            | nicht qualifiziert    | 1. Runde                 | nicht qualifiziert        |
| 2012   | 3     | USL Professional Division | 9. Platz                       | nicht qualifiziert    | Viertelfinale            | nicht qualifiziert        |
| 2013   | 3     | USL Professional Division | 8. Platz                       | Viertelfinale         | 3. Runde                 | nicht qualifiziert        |
| 2014   | 3     | USL Professional Division | 14. Platz                      | nicht qualifiziert    | 3. Runde                 | nicht qualifiziert        |
| 2015   | 4     | PDL                       | 5. Platz, Great Lakes Division | nicht qualifiziert    | nicht qualifiziert       | nicht qualifiziert        |
| 2016   | 4     | PDL                       | 4. Platz, Great Lakes Division | nicht qualifiziert    | nicht qualifiziert       | nicht qualifiziert        |
| 2017   | 4     | PDL                       | 5. Platz, Great Lakes Division | nicht qualifiziert    | nicht qualifiziert       | nicht qualifiziert        |
| 2018   | 4     | PDL                       | 1. Platz, Great Lakes Division | Conference-Halbfinale | nicht qualifiziert       | nicht qualifiziert        |

1. ↑  Der Wettbewerb beginnt jeweils im Herbst des vorherigen Jahres.